# Harpactea bozdaglarensis
Espèce
Harpactea bozdaglarensis est une espèce d'araignées aranéomorphes de la famille des Dysderidae.

## Distribution
Cette espèce est endémique de la province de Manisa en Turquie,. Elle se rencontre vers Salihli et Turgutlu.

## Description
Le mâle holotype mesure 5,60 mm, les mâles mesurent de 5,58 à 5,60 mm et les femelles de 5,70 à 6,65 mm.

## Systématique et taxinomie
Cette espèce a été décrite par Kunt, Danışman et Yağmur en 2025.

## Étymologie
Son nom d'espèce, composé de bozdaglar et du suffixe latin -ensis, « qui vit dans, qui habite », lui a été donné en référence au lieu de sa découverte, les Boz Dağlar.

## Publication originale
- Kunt, Danışman & Yağmur, 2025 : « Two new species of Harpactea Bristowe, 1939 from Turkey (Araneae: Dysderidae). » Journal of Natural History, vol. 58, no 5-8, p. 397-409.